# Dhusel
Dhusel – gaun wikas samiti w środkowej części Nepalu w strefie Bagmati w dystrykcie Lalitpur. Według nepalskiego spisu powszechnego z 2001 roku liczył on 257 gospodarstw domowych i 1589 mieszkańców (790 kobiet i 799 mężczyzn).